# Mythicomyia armipes
Mythicomyia armipes är en tvåvingeart som beskrevs av Cresson 1915. Mythicomyia armipes ingår i släktet Mythicomyia och familjen svävflugor. Inga underarter finns listade i Catalogue of Life.